# Lego Star Wars II: Die klassische Trilogie
Lego Star Wars II: Die klassische Trilogie (Eigenschreibweise: LEGO STAR WARS II: DIE KLASSISCHE TRILOGIE, englischer Originaltitel: Lego Star Wars II: The Original Trilogy) ist Action-Adventure-Computerspiel, das von Traveller’s Tales bzw. Amaze Entertainment (Handheld-Versionen) entwickelt und von LucasArts bzw. Feral Interactive (macOS) für Game Boy Advance, GameCube, Microsoft Windows, Nintendo DS, OS X, PlayStation 2, PlayStation Portable, Xbox und Xbox 360 veröffentlicht wurde. Es ist der zweite Teil der Lego-Star-Wars-Reihe und der Nachfolger von Lego Star Wars und der Vorgänger von Lego Star Wars: Die komplette Saga und umfasst die Handlung der Star-Wars-Filme der Teile IV, V und VI.

## Spielprinzip
Lego Star Wars II: Die klassische Trilogie umfasst alle drei Episoden der Original-Trilogie von Star Wars. Jede Episode setzt sich aus sechs verschiedenen Leveln zusammen, wodurch das Spiel insgesamt 18 Level enthält. Es gibt keine festgelegte Reihenfolge, in der die Episoden gespielt werden müssen, mit Ausnahme des allerersten Levels. Nach Abschluss des ersten Levels sind alle Episoden von Anfang an verfügbar, wodurch der Spieler selbst entscheiden kann, welche er zuerst spielt. Lediglich die Level der jeweiligen Episoden müssen nacheinander freigespielt werden. Nahezu alle Objekte in der Spielwelt bestehen aus Lego-Steinen und sind zerstörbar. Der Spieler spawnt zu Beginn und nach jedem Neustart des Spiels in einer Lobby, der sogenannten Mos Eisley Cantina, in welcher der Spieler die Episoden und Level auswählen, Charaktere, Tipps und Minispiele kaufen und seinen eigenen Charakter zusammenstellen kann.

## Rezeption

### Verkaufszahlen
Lego Star Wars II: Die klassische Trilogie konnte sich in seiner ersten Verkaufswoche insgesamt mehr als 1,1 Millionen Mal verkaufen.